# Elaeocarpus hygrophilus
Elaeocarpus hygrophilus är en tvåhjärtbladig växtart som beskrevs av Wilhelm Sulpiz Kurz. Elaeocarpus hygrophilus ingår i släktet Elaeocarpus och familjen Elaeocarpaceae. Inga underarter finns listade i Catalogue of Life.